# Georg Heinrich Bacmeister

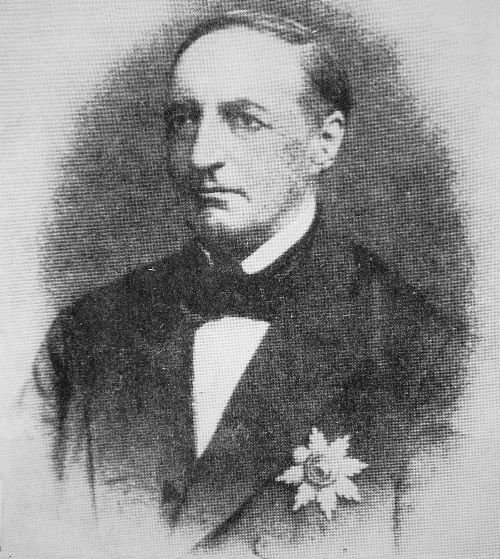
Bacmeister als Minister

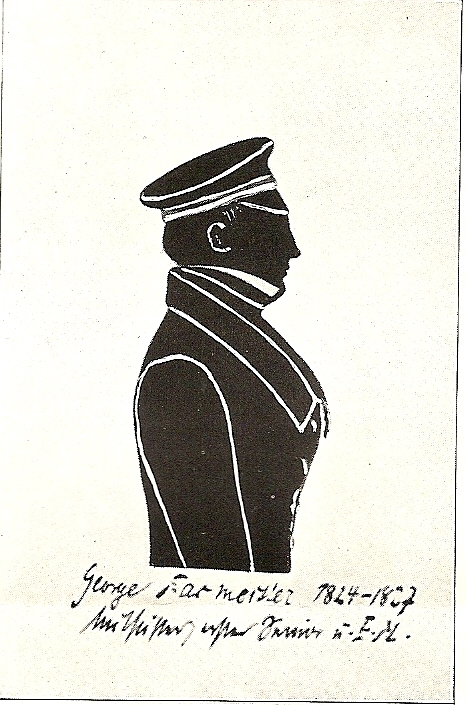
Bacmeister als Student in Göttingen

Georg Heinrich Julius Friedrich Karl Justus Bacmeister (* 15. Februar 1807 in Tullamore, Irland; † 3. August 1890 in Göttingen) war sowohl Innen-, Kultus- und Finanzminister als auch Ministerpräsident des Königreichs Hannover.

## Leben
Bacmeister stammte aus der hannoverschen Linie einer traditionsreichen Gelehrtenfamilie Niedersachsens. Als Sohn des Kapitäns der King’s German Legion Lucas Wilhelm Bacmeister (1768–1812) und der Julia Amalia von Schwartzkopf (1781–1858) studierte er von 1824 bis 1827 Rechtswissenschaften an der Universität Göttingen und wurde dort Mitglied des Corps Hannovera Göttingen. Nach Abschluss des Studiums trat er in den hannöverschen Staatsdienst ein. Bacmeister gewann und erfreute sich des besonderen Vertrauens von König Ernst August und setzte auch dessen Testament auf. Zuvor war Bacmeister maßgeblich an der Neufassung der Bürgerlichen Prozessordnung für das Königreich Hannover beteiligt, die von seinem Advokaten und Vertrauten Adolph Leonhardt nach französischem Vorbild neu verfasst wurde. Im Jahre 1851 wurde er unter der Regierungszeit von König Georg V. im Ministerium Schele zunächst Kultusminister, schließlich ein Jahr später Finanzminister des Königreichs, bis das Ministerium Schele 1853 zurücktreten musste. Bei der Neuaufstellung des Ministeriums wurde Bacmeister nicht mehr berücksichtigt, da man ihm den Vorwurf machte, angeblich heimliche Unterredungen mit Otto von Bismarck getätigt zu haben, um diesen zu einem Eintritt in die Regierung Hannovers zu bewegen.
Im Jahre 1855 trat Bacmeister wieder in den Staatsdienst ein und wurde zunächst Amtmann im Amt Lehe in Lehe, wo er den Ausbau des Hafens von Geestemünde betrieb. Zwei Jahre später wurde er zum Landdrost von Ostfriesland berufen. Schließlich folgte Bacmeister im Jahre 1865 einem Angebot von König Georg V., diesmal als Innenminister erneut in die Regierung Hannovers einzutreten. Hier versuchte er, seinen früheren Reformkurs fortzusetzen. Um einen Neutralitätsvertrag mit Preußen bemüht, konnte er sich im Kabinett und gegen Rudolf von Bennigsen allerdings nicht durchsetzen, obwohl dieser ihn für einen der befähigsten Beamten seit Menschengedenken hielt. Er bat folglich im Juni 1866 um seine Entlassung, der auch noch vor der Schlacht bei Langensalza entsprochen wurde.
In dieser Zeit des vorzeitigen Ruhestandes beschäftigte sich Bacmeister an der Universität Göttingen wieder mit juristischen Studien. Er wandte sich seinem Corps Hannovera 1874 wieder zu und wurde von der juristischen Fakultät im Jahre 1885 zum Ehrendoktor der Rechte ernannt.

## Familie
Die Familie gehörte im 18. und 19. Jahrhundert zu den sogenannten Hübschen Familien. Georg Bacmeister war verheiratet mit Charlotte Sibylle Theodore Kritter (1814–1884), die ihm vier Söhne gebar, von denen zwei bereits im Alter von 3 und von 19 Jahren verstarben. Ein dritter Sohn, Georg Arnold Bacmeister (1850–1921), wurde später als Geheimer Oberjustizrat Landgerichtspräsident zu Neuwied und war der Vater unter anderem von Adolf Bacmeister (1882–1945), dem Kapitän zur See und Flottenarzt der Reserve sowie späteren Chefarzt der Lungenfachklinik St. Blasien und von Georg Albert Bacmeister (1880–1918), dem Landrat der Landkreise Usingen und Labiau. Der vierte Sohn, Julius Joseph Wilhelm Lucas (1855–1916), leitete als Generalmajor und Kommandeur die 63. Infanterie-Brigade (5. Königlich Sächsische) in Bautzen, eine Untergliederung der 32. Division (3. Königlich Sächsische).

## Werke (Auswahl)
- Bericht über das schwurgerichtliche Verfahren, Hannover, 1851;
- Zur Orientierung in der Justizreformfrage, von einem Unbeteiligten, Hannover 1858;
- Ein Votum über die Schwurgerichte, Aurich 1862;
- Sendschreiben über den Nachwuchs in der höheren Verwaltung, als Ms. gedruckt, Göttingen 1887